# Beginselprogramma
Een beginselprogramma is een manifest waarin een politieke partij de grondbeginselen van haar politiek uiteen zet. Beginselprogramma's geven de idealen van de partij aan, terwijl de verkiezingsprogramma's de concrete politiek, die de partij op een bepaald moment voorstaat, omschrijven. Een beginselverklaring daarentegen betreft een algemenere vorm van een beginselprogramma, dat eerder betrekking heeft op verenigingen met al dan geen politiek karakter.
Men zou verkiezingsprogramma's kunnen beschouwen als een verzameling praktische implementaties van een beginselprogramma op een bepaald moment in een bepaalde situatie. Van beginselprogramma's wordt verwacht dat zij enkele decennia mee gaan, en verandering van het beginselprogramma is vaak een teken van een belangrijke ideologische verandering van een partij.
Niet iedere partij hoeft een beginselprogramma te hebben. De LPF heeft bijvoorbeeld geen beginselprogramma. D66 had jarenlang geen beginselprogramma, en ook de PPR had geen beginselprogramma. Een argument hiervoor kan zijn dan men zich pragmatisch wil opstellen. In sommige landen hebben partijen geen beginselprogramma: zo hebben in de Verenigde Staten noch de Democraten noch de Republikeinen een beginselprogramma. Sommige partijen hebben documenten die lijken op beginselprogramma´s naast een beginselprogramma. De VVD heeft een praktischer liberaal manifest, de SP heeft een internationaal gericht programma `Heel de Wereld´ en de ChristenUnie heeft een korte unieverklaring.
De PvdA is in de loop der jaren herhaaldelijk van beginselprogramma veranderd: na het Beginselprogramma van 1946 en 1947 kwamen die van 1959 en 1977 en vervolgens het Beginselmanifest van 2005.
Partijen die niet in de eerste plaats streven naar een meerderheid van de kiezers, maar vooral streven naar het uiten of belijden van haar beginselen, worden getuigenispartij genoemd.

## Lijst van Nederlandse beginselprogramma´s
| Partij       | Naam                                                              | Aangenomen | Hoofdauteur(s)                  | Eerdere versies          | Andere documenten                | Bron   |
| ------------ | ----------------------------------------------------------------- | ---------- | ------------------------------- | ------------------------ | -------------------------------- | ------ |
| CDA          | Program van Uitgangspunten van het CDA                            | 1993       | Piet Steenkamp                  | 1980                     |                                  | [ 1 ]  |
| ChristenUnie | Kernprogram van de ChristenUnie                                   | 2000       | Kars Veling en Egbert Schuurman |                          | unieverklaring (2000)            | [ 2 ]  |
| D66          | De uitgangspunten van Democraten 66                               | 2000       | W. Derksen                      |                          |                                  | [ 3 ]  |
| GroenLinks   | GroenLinks, Partij van de Toekomst                                | 2008       | Bram van Ojik en Henk Nijhoff   | 1991, 1992               |                                  | [ 4 ]  |
| PvdA         | Beginselmanifest Partij van de Arbeid                             | 2005       | Ruud Koole en Wouter Bos        | 1946, 1947, 1959 en 1977 |                                  | [ 5 ]  |
| PvdD         | Beginselverklaring van de Partij voor de Dieren                   | 2005       | onbekend                        |                          |                                  | [ 6 ]  |
| PVV          | Onafhankelijksheidsverklaring                                     | 2005       | Geert Wilders                   |                          |                                  | [ 7 ]  |
| SGP          | Program van beginselen van de Staatkundig Gereformeerde Partij    | 2000       | Ds D.J. Budding                 | 1965, 1972 en 1989       |                                  | [ 8 ]  |
| SP           | Kernvisie van de SP                                               | 1999       | Tiny Kox                        | 1974, 1987 en 1991       |                                  | [ 9 ]  |
| VVD          | Beginselverklaring van de Volkspartij voor Vrijheid en Democratie | 2008       | Mark Rutte                      | 1980, 1948 en 1966       | Liberaal Manifest (1981 en 2005) | [ 10 ] |

## Voetnoten
1. ↑  Program van Uitgangspunten van het CDA op www.dnpp.nl
2. ↑  Kernprogram op www.dnpp.nl
3. ↑  De uitgangspunten van Democraten 66 op www.dnpp.nl
4. ↑  GroenLinks, Partij van de Toekomst op www.dnpp.nl
5. ↑  Beginselmanifest Partij van de Arbeid op www.dnpp.nl
6. ↑  Beginselverklaring op www.dnpp.nl
7. ↑  Onafhankelijkheidsverklaring op www.dnpp.nl. Gearchiveerd op 25 december 2022.
8. ↑  Program van beginselen op www.dnpp.nl
9. ↑  Heel de Mens Kernvisie van de SP op www.dnpp.nl
10. ↑  Beginselverklaring van de Volkspartij voor Vrijheid en Democratie op www.dnpp.nl. Gearchiveerd op 25 mei 2022.